# Archidiecezja Toamasina
Archidiecezja Toamasina – diecezja rzymskokatolicka na Madagaskarze, powstała w 1935 jako prefektura apostolska Vatomandry, podniesiona do rangi wikariatu apostolskiego Tamatave w 1939. Ustanowiona diecezją w 1955. Pod nazwą Toamasina od 1990. Podniesiona do rangi archidiecezji w 2010.

## Biskupi diecezjalni
- Alain-Sébastien Le Breton, S.M.M. † (1935–1957)
- Jules-Joseph Puset, P.S.S. † (1957–1972)
- Jérôme Razafindrazaka † (1972–1989)
- René Joseph Rakotondrabé † (1989–2008)
- Désiré Tsarahazana (od 2008)